# Dalea leucosericea
Dalea leucosericea är en ärtväxtart som först beskrevs av Per Axel Rydberg, och fick sitt nu gällande namn av Paul Carpenter Standley och Julian Alfred Steyermark. Dalea leucosericea ingår i släktet Dalea, och familjen ärtväxter. Inga underarter finns listade i Catalogue of Life.